# Etiopía en los Juegos Olímpicos de Atenas 2004
Etiopía estuvo representada en los Juegos Olímpicos de Atenas 2004 por un total de 26 deportistas que compitieron en 2 deportes.  
El portador de la bandera en la ceremonia de apertura fue el boxeador Abel Aferalign.

## Medallistas
El equipo olímpico etíope obtuvo las siguientes medallas:
| Nombre           | Deporte   | Competición |
| ---------------- | --------- | ----------- |
| Oro              |           |             |
| Kenenisa Bekele  | Atletismo | 10 000 m M  |
| Meseret Defar    | Atletismo | 5000 m F    |
| Plata            |           |             |
| Kenenisa Bekele  | Atletismo | 5000 m M    |
| Sileshi Sihine   | Atletismo | 10 000 m M  |
| Ejegayehu Dibaba | Atletismo | 10 000 m F  |
| Bronce           |           |             |
| Tirunesh Dibaba  | Atletismo | 5000 m F    |
| Derartu Tulu     | Atletismo | 10 000 m F  |